# Al-Wāqiʿa
Al-Wāqiʿa (arabisch الواقعة al-Wāqiʿa ‚Die eintreffende (Stunde)‘; ‚Die hereinbrechende (Katastrophe)‘) ist die 56. Sure des Korans, sie enthält 96 Verse. Die Sure gehört in die erste mekkanische Periode (610–615), mit Ausnahme von Vers 81–82, nach einigen Kommentatoren auch von den Versen 75–82, die als medinisch betrachtet werden. Der Titel bezieht sich auf den ersten Vers, in dem die Stunde der Auferstehung und des göttlichen Gerichtes angekündigt wird.
Die Sure besteht aus drei Teilen, die wohl zu verschiedenen Zeiten entstanden sind. Der erste Teil enthält in den Versen 1–56 eine detaillierte Beschreibung des Jenseits, mit der Belohnung der Gottesfürchtigen im Paradies „zur rechten Seite“ und der Bestrafung der Verdammten in der Hölle „zur linken Seite“. Der Mittelteil bis Vers 74 handelt von den Zeichen von Gottes Allmacht in der Schöpfung. Der Schlussteil geht nochmals auf das Los der Menschen beim Gericht Gottes ein. Die Stelle: „Das ist wahrlich ein trefflicher Koran in einem wohlverwahrten Buch, das nur die berühren dürfen, die rein gemacht worden sind“ (Verse 77–79) wird von einigen als Verbot für Nicht-Muslime gedeutet, den Koran zu berühren bzw. zu rezitieren.